# Gothard
Gothard (též psáno Gotthard) je mužské křestní jméno germánského původu. Vzniklo ze staroněmeckého jména Godehard spojením slov gudą (Bůh) a harduz (tvrdý, silný, statečný), vykládá se tedy jako síla v Bohu.
Svatý Gothard byl německý světec žijící v 10. a 11. století, benediktinský misionář, opat a biskup.

## Počet nositelů a popularita
K roku 2014 žilo na světě přibližně 8 899 nositelů jména Gotthard, z toho nejvíce v německy mluvících zemích (Německo, Rakousko). V ostatních zemích světa se vyskytuje sporadicky.
V Česku jde o velmi vzácné jméno, nebylo tomu tak ale vždy (rozšířeno bylo např. v okolí Budišova u Třebíče, kde je svatému Gothardovi zasvěcen kostel). K roku 2016 žilo v Česku šest nositelů jména Gothard a pět jména Gotthard. Nejmladší nositel se narodil roku 1971.

## Významné osobnosti
- Gothard Černý – český učitel, autor beletrie pro děti
- Gotthard Deutsch – znalec židovské historie narozený v Česku
- Gothard Felix – český římskokatolický kněz
- Gotthard Heinrici – německý generál
- Gothard Holubář – český římskokatolický kněz a nakladatel
- Gotthard Josef Lašek – český pedagog a hudební skladatel
- Gotthard Pokorný – český varhaník a hudební skladatel
- Gothard Štorch – český středoškolský učitel a překladatel
- Gotthard Zimmer – český fotograf